# 8月12日
8月12日（はちがつじゅうににち）は、グレゴリオ暦で年始から224日目（閏年では225日目）にあたり、年末まであと141日ある。

## できごと

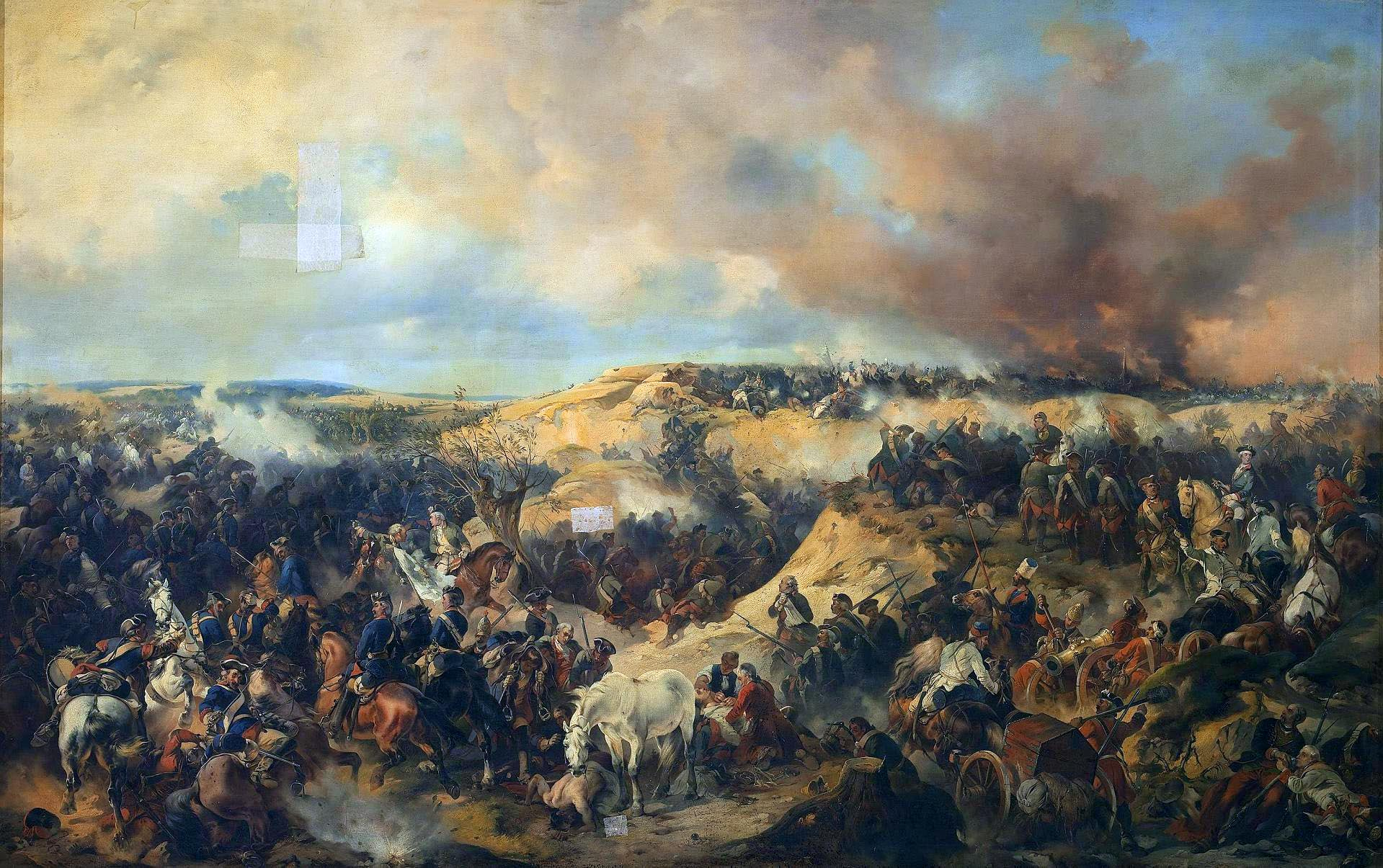
七年戦争、クネルスドルフの戦い(1759)。プロイセンが壊滅的敗北

- 紀元前30年 - 古代エジプト・プトレマイオス朝の実質的な最後のファラオ・クレオパトラが自殺[1]。
- 1099年 - 第1回十字軍: アスカロンの戦い。
- 1202年（建仁2年7月23日） - 源頼家が征夷大将軍に任ぜられる。
- 1335年（建武2年7月23日） - 中先代の乱: 鎌倉に幽閉中の護良親王が足利直義の命により暗殺される。
- 1590年（天正18年7月13日） - 豊臣秀吉の命により徳川家康が関八州に国替えが発表される[2]。
- 1676年 - インディアン戦争: ワンパノアグ族の酋長メタコメットが戦死し、フィリップ王戦争が白人側の勝利で終結。
- 1759年 - 七年戦争: クネルスドルフの戦いが行なわれる。
- 1799年（寛政11年7月12日） - 人形浄瑠璃『絵本太功記』が大坂豊竹座で初演。
- 1823年（文政6年7月7日） - シーボルトがオランダ商館の医師として長崎・出島に着任。
- 1837年（天保8年7月12日） - モリソン号事件: 鹿児島湾で砲撃を受けたモリソン号が退去[3]。
- 1851年 - アイザック・シンガーがミシンの特許を取得。
- 1877年 - アサフ・ホールが火星の衛星ダイモスを発見。
- 1883年 - アムステルダムの動物園で飼育されていたクアッガの最後の1頭が死亡し絶滅。
- 1893年 - 文部省が訓令「小学校儀式唱歌用歌詞並楽譜」を布告。「君が代」など8曲を祝日・大祭日の唱歌と定める。
- 1898年 - 米西戦争: アメリカ・スペイン両軍の戦闘が完全に終結。
- 1898年 - ハワイ共和国がアメリカに吸収合併され、アメリカ領ハワイとなる。
- 1914年 - 第一次世界大戦: イギリスがオーストリア・ハンガリー帝国に宣戦布告。
- 1918年 - 札幌電気軌道の東2丁目〜西15丁目が開業。昭和2年に札幌市営化される。
- 1928年 - 5月17日から開催されていた第9回夏季オリンピック・アムステルダム大会が閉幕。
- 1935年 - 相沢事件。統制派の陸軍省軍務局長永田鉄山少将が皇道派の相沢三郎中佐に斬殺される。
- 1944年 - 第二次世界大戦・ノルマンディー上陸作戦: ファレーズ・ポケットがはじまる。
- 1945年 - 第二次世界大戦・現在の北朝鮮国内にあたる羅津、清津にソ連軍が上陸[4]。
- 1946年 - 経済安定本部と物価庁を設置。
- 1953年 - ソビエト連邦が、"初の水爆実験"（RDS-6）を実施。
- 1957年 - 朝日訴訟。国立岡山療養所に入所していた朝日茂が、月600円の生活保護では憲法第25条に規定する「健康で文化的な最低限度の生活」は営めないとして、国を相手どって提訴[5]。
- 1957年 - 大阪テレビ放送が民間放送初の全国高等学校野球選手権大会テレビ実況放送を開始。
- 1958年 - 全日空下田沖墜落事故。全日空の羽田発名古屋行きのダグラス DC-3型機が、静岡県の伊豆半島下田市沖に墜落、乗員乗客33名全員死亡[6]。
- 1960年 - 世界初の通信衛星「エコー1A号」が打ち上げ。
- 1962年 - ソ連で有人宇宙船「ボストーク4号」打上げ。前日に打上げられた「ボストーク3号」とのランデブーを試み、数kmの距離まで接近。
- 1962年 - 堀江謙一が日本人初の小型ヨットによる単独無寄港太平洋横断航海に成功[7]。「マーメイド号」（全長5.83m）で5月12日、兵庫県西宮を出航し、サンフランシスコに到着。
- 1964年 - 青函連絡船の最後の便として運航された八甲田丸が就航。現在「青函連絡船メモリアルシップ八甲田丸」として青森港に係留展示されている[8]。
- 1964年 - IOCが同国の人種隔離政策のため南アフリカ共和国をオリンピックから追放[9]。
- 1968年 - 全国初の独立UHF局、または民放初のUHF帯の電波を用いたテレビ局としてGBS岐阜放送テレビが開局。
- 1970年 - モスクワでソビエト・西ドイツ武力不行使条約締結。
- 1977年 - 中国共産党第11回全国代表者大会が開幕。文化大革命の終結宣言と、四つの近代化の新党規約を発表[10]。
- 1977年 - アメリカでスペースシャトルの実験機「エンタープライズ」の単独飛行に成功。
- 1978年 - 日中平和友好条約が締結される。
- 1980年 - ラテンアメリカ統合連合 (ALADI) を設置するためのモンテビデオ条約に調印。
- 1981年 - IBMが最初のパーソナルコンピュータIBM Personal Computer 5150を発売。現在のPC/AT互換機の元祖。
- 1984年 - 7月28日から開催されていた第23回夏季オリンピック・ロサンゼルス大会が閉幕。
- 1985年 - グリコ・森永事件で犯行グループから「終息宣言」が送付され、以降動きが途絶える。
- 1985年 - 日本航空123便墜落事故。日本航空の羽田発伊丹行きのボーイング747型機が、群馬県の高天原山の山腹「御巣鷹の尾根」に墜落。乗客乗員520名が死亡。4人が生還（発見は翌13日早朝）単独機としては世界最悪の航空事故[11]。
- 1994年 - メジャーリーグベースボールの選手会がサラリーキャップの導入に反発し、以後232日間に及ぶプロスポーツ史上最大のストライキに突入（→1994年から1995年のMLBストライキ）。
- 1999年 - 通信傍受法が成立。
- 2005年 - JALウェイズ58便エンジン爆発事故。
- 2011年 - Jリーグの横浜F・マリノスが前年まで同クラブに所属し、同年8月4日に急逝した松田直樹が着けていた背番号3番を永久欠番にすると発表[12]。J1クラブが選手個人の背番号を永久欠番としたのはこれが初。
- 2013年 - 高知県四万十市西土佐で、日本国内観測史上最高の41.0度を記録した[13]。
- 2015年 - 2015年天津浜海新区倉庫爆発事故: 中国・天津市海新区の港湾地区の倉庫で、二度に渡り危険物倉庫が爆発する事故が発生[14]。死者165人、行方不明8人、負傷者798人の被害を出す[15]。
- 2017年 - アメリカ南部バージニア州シャーロッツビルで、白人至上主義者らによる集会参加者とその反対派が衝突し、白人至上主義者の運転する車が群集に突入して1人が死亡、19人が負傷した[16]。
- 2019年 - 犯罪容疑者の中国本土への引渡しを可能にする「逃亡犯条例」改正を巡る香港の大規模デモで、数千人のデモ隊が香港国際空港を占拠し、航空便が全便欠航になる[17]。
- 2021年 - 中国上海市で拘束され、スパイ罪で懲役6年の実刑判決を受けた60代の日本人女性が、刑期満了で出所し、帰国した[18]。
- 2025年 - 日経平均株価史上最高値となる42,718.17円（終値）を記録[19]。

## 誕生日

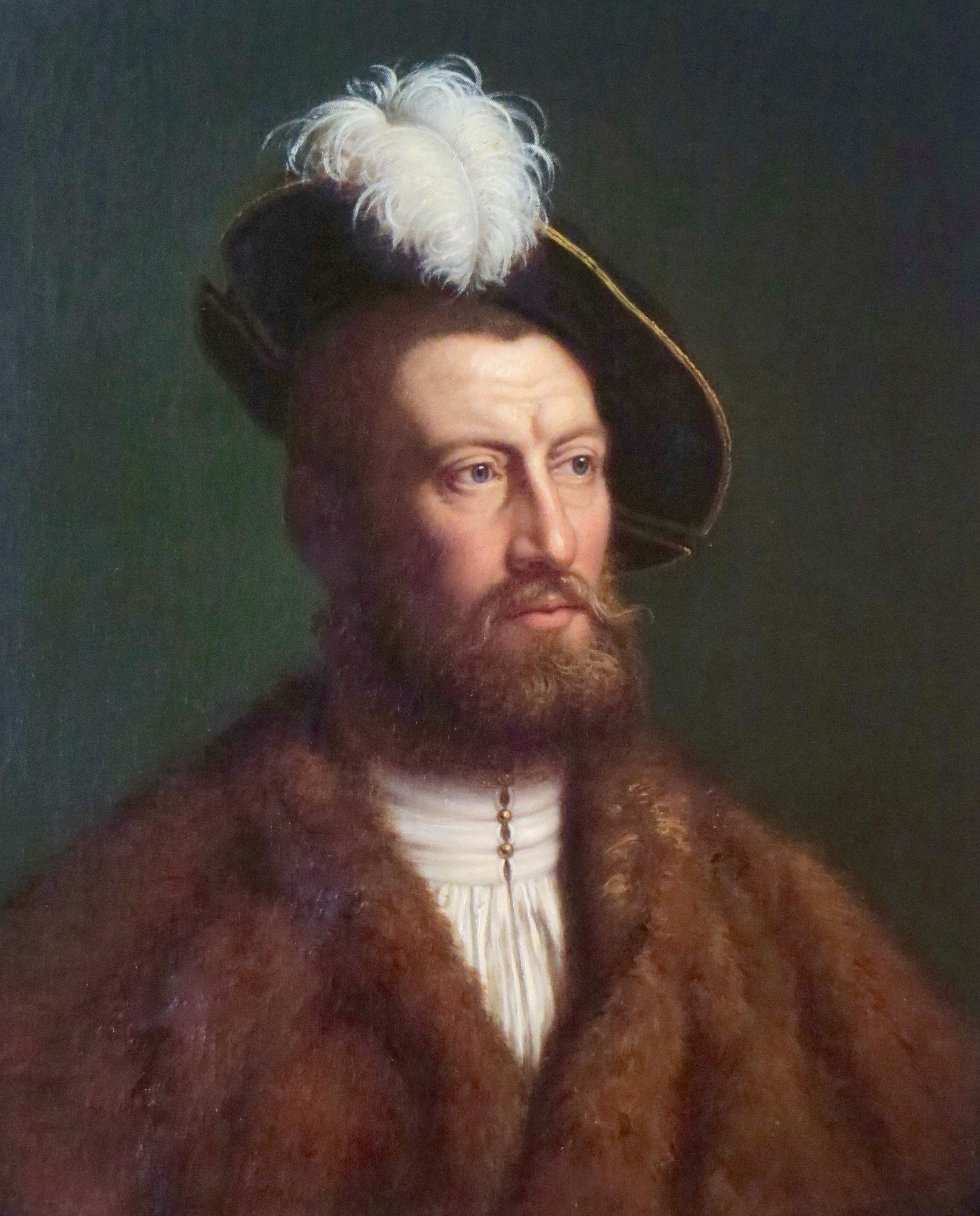
デンマーク王クリスチャン3世(1503-1559)誕生。

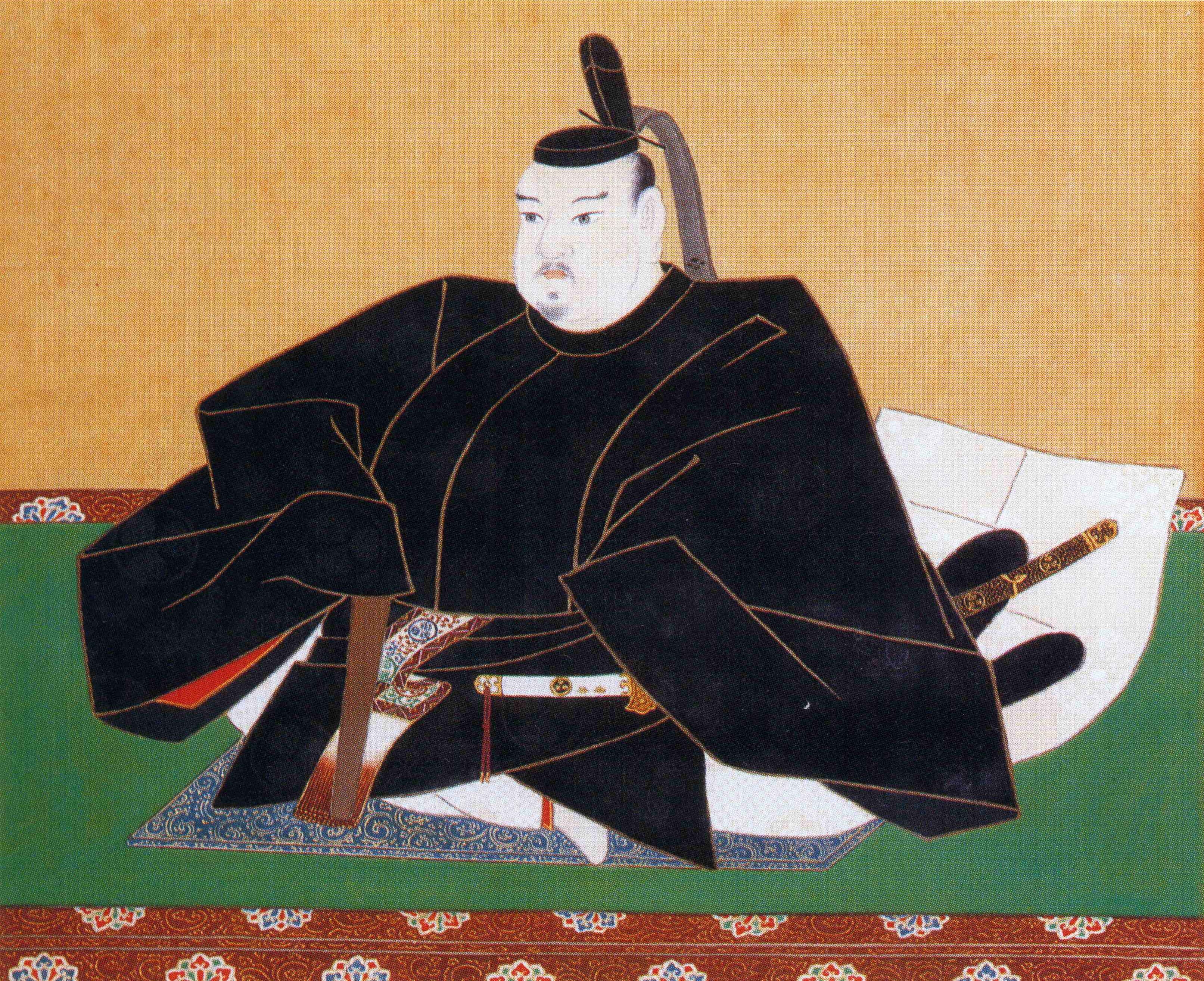
江戸幕府第3代将軍、徳川家光(1604-1651)誕生。

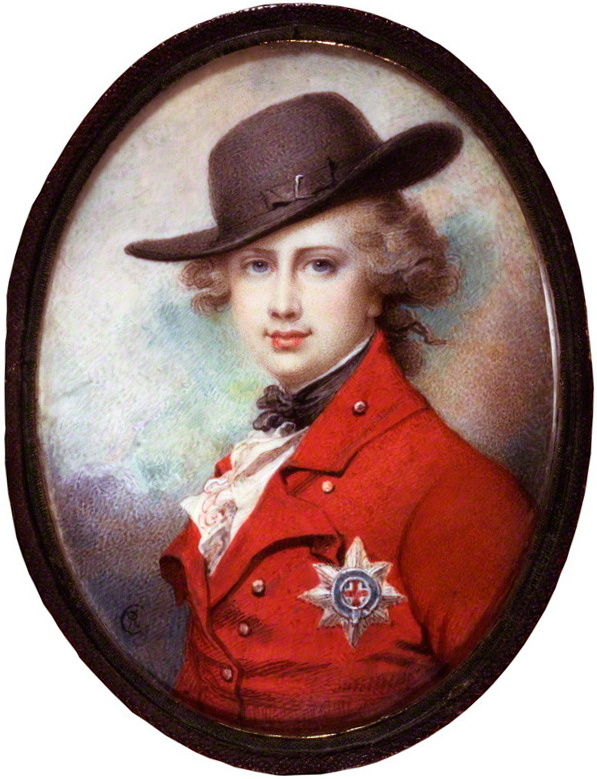
英国王ジョージ4世(1762-1830)誕生。

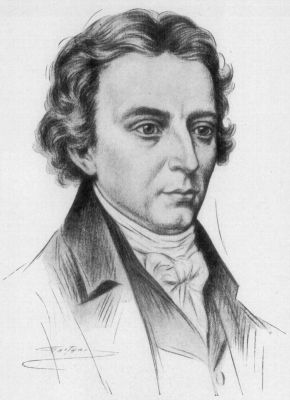
湖水詩人・桂冠詩人、ロバート・サウジー(1774-1843)誕生。

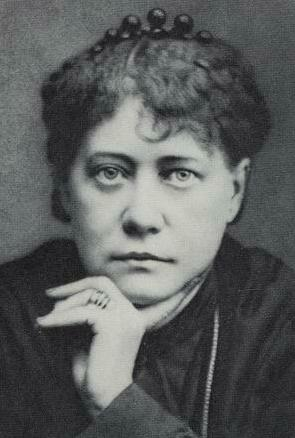
神秘思想家ブラヴァツキー夫人(1831-1891)誕生。「神智学」を創唱。

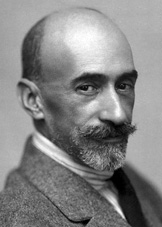
劇作家ハシント・ベナベンテ(1866-1954)誕生。

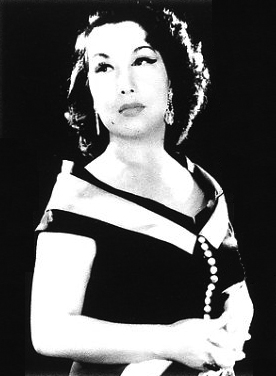
歌手淡谷のり子(1907-1999)誕生。

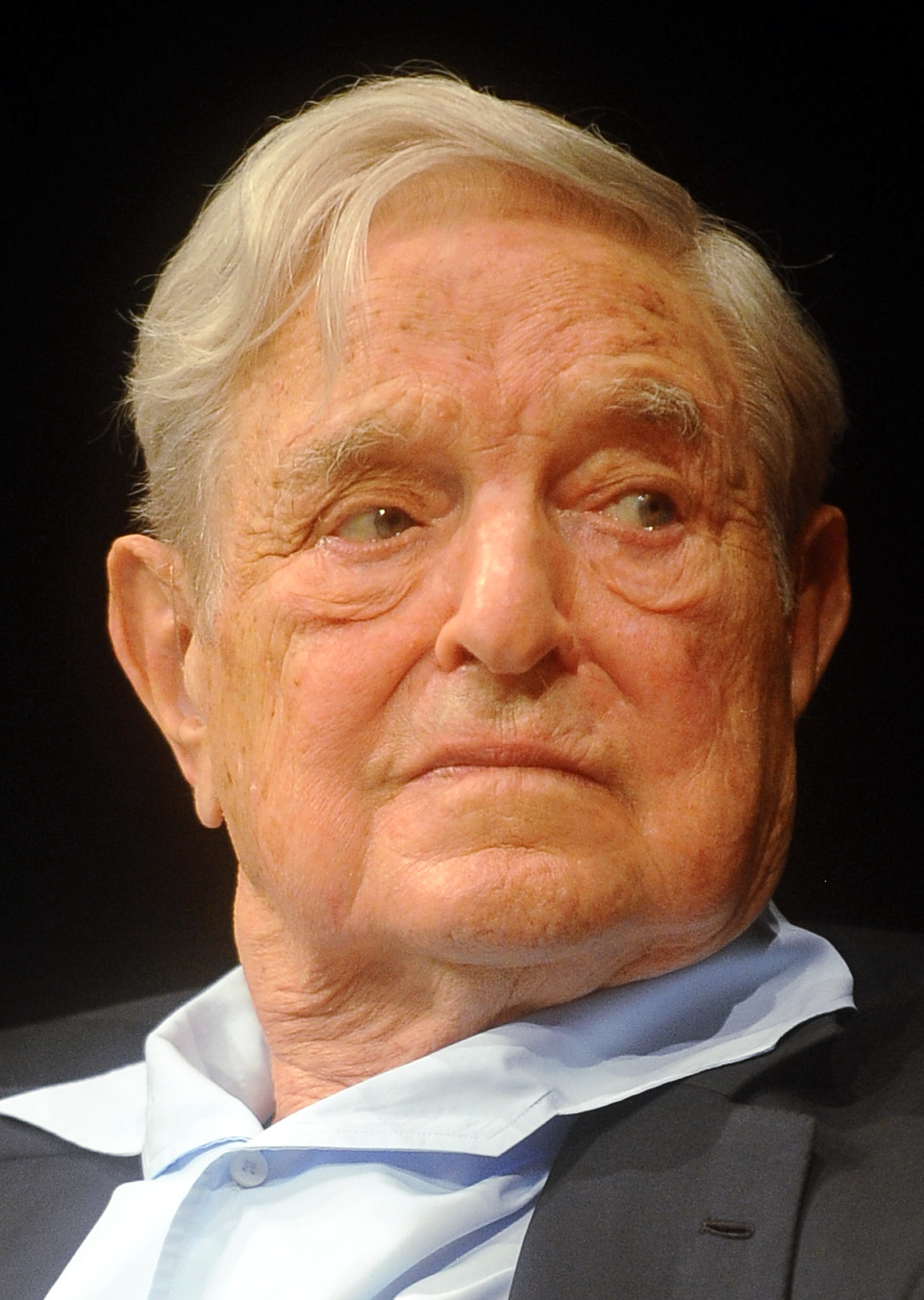
投資家ジョージ・ソロス(1930-)誕生。

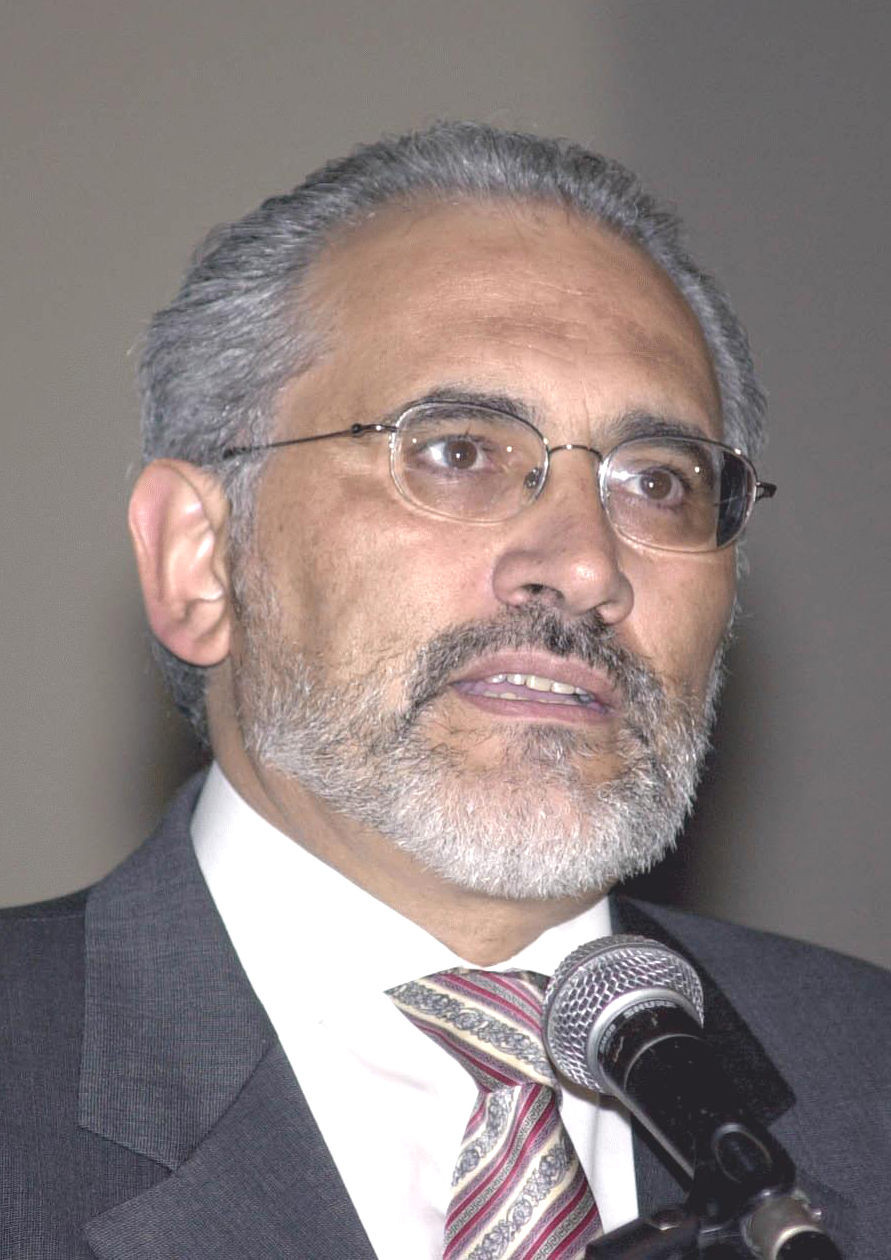
第78代ボリビア大統領カルロス・メサ・ヒスベルト(1953-)誕生。

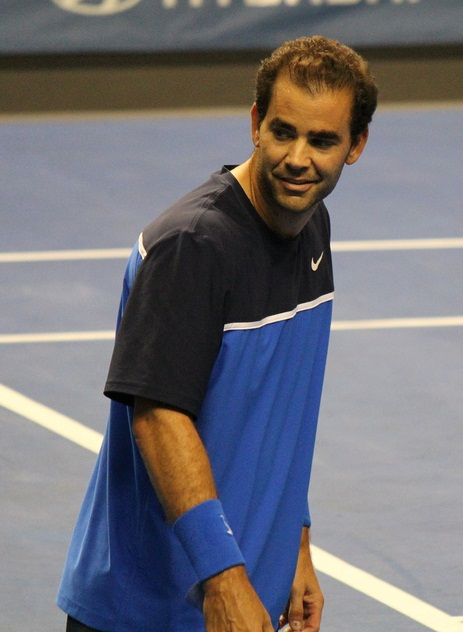
テニスプレーヤーピート・サンプラス(1971年-)誕生。

- 1503年 - クリスチャン3世、デンマーク・ノルウェー国王（+ 1559年）
- 1604年（慶長9年7月17日） - 徳川家光、江戸幕府第3代征夷大将軍（+ 1651年）
- 1712年（正徳2年7月11日） - 建部清庵、江戸時代中期の蘭方医（+ 1782年）
- 1717年（享保2年7月6日） - 毛利宗広、第6代長州藩主（+ 1751年）
- 1746年（延享3年6月26日） - 大久保忠喜、第4代烏山藩主（+ 1812年）
- 1762年 - ジョージ4世、イギリス国王（+ 1830年）
- 1774年 - ロバート・サウジー、詩人（+ 1843年）
- 1793年（寛政5年7月6日） - 小笠原長貴、第7代越前勝山藩主（+ 1840年）
- 1799年 - チャールズ・ランドシーア、画家（+ 1879年）
- 1805年 - ヨハン・ロードベルトゥス、経済学者（+ 1875年）
- 1831年 - ブラヴァツキー夫人、神秘思想家（+ 1891年）
- 1850年（嘉永3年7月5日） - 山本芳翠、洋画家（+ 1906年）
- 1860年 - クララ・ヒトラー、アドルフ・ヒトラーの母親（+ 1907年）
- 1866年 - ハシント・ベナベンテ、劇作家（+ 1954年）
- 1880年 - クリスティ・マシューソン、プロ野球選手（+ 1925年）
- 1881年 - セシル・B・デミル、映画監督（+ 1959年）
- 1887年 - エルヴィン・シュレーディンガー、理論物理学者（+ 1961年）
- 1892年 - レイ・シャーク、プロ野球選手（+ 1970年）
- 1893年 - 一万田尚登、銀行家、政治家（+ 1984年）
- 1896年 - 海野厚、童謡作家、俳人（+ 1925年）
- 1897年 - オットー・シュトルーベ、天文学者（+ 1963年）
- 1899年 - 柴田等、農林官僚（+ 1974年）
- 1907年 - 淡谷のり子、歌手（+ 1999年）
- 1907年 - 山内壮夫、彫刻家（+ 1975年）
- 1909年 - 広瀬秀雄、天文学者（+ 1981年）
- 1910年 - ユソフ・ビン・イサーク、政治家、初代シンガポール大統領（+ 1970年）
- 1910年 - ジェーン・ワイアット、女優（+ 2006年）
- 1911年 - サミュエル・フラー、映画監督（+ 1997年）
- 1911年 - カンティンフラス、俳優（+ 1993年）
- 1917年 - 島田虔次、東洋史学者、京都大学名誉教授（+ 2000年）
- 1919年 - フレッド・ハッチンソン、プロ野球選手（+ 1964年）
- 1920年 - 梅田晴夫、劇作家、随筆家（+ 1980年）
- 1920年 - パーシー・メイフィールド、R&Bシンガー（+ 1984年）
- 1924年 - 白髪一雄、抽象画家 （+ 2008年）
- 1924年 - ムハンマド・ジア＝ウル＝ハク、政治家、パキスタン大統領（+ 1988年）
- 1925年 - 鈴木貞敏、警察官僚、政治家、第11代警察庁長官（+ 2009年）
- 1926年 - 岡部三郎、農水官僚、政治家 （+ 2024年）
- 1926年 - 小泉博、俳優（+ 2015年）
- 1929年 - 湯浅譲二、作曲家（+ 2024年）
- 1930年 - ジョージ・ソロス、投資家
- 1930年 - 喜多川千鶴、女優（+ 1997年）
- 1932年 - シリキット、タイ王国王妃
- 1935年 - 春風亭柳橋 (7代目)、落語家（+ 2004年）
- 1935年 - ジョン・カザール、俳優（+ 1978年）
- 1936年 - ハンス・ハーケ、コンセプチュアル・アーティスト
- 1937年 - ジーン・バッキー、元プロ野球選手（+ 2019年）
- 1937年 - 石川明、実業家、元日本テキサス・インスツルメンツ社長（+ 2004年）
- 1938年 - 島田順司、俳優
- 1938年 - 石毛鍈子、政治家
- 1938年 - ジェラール・プーレ、ヴァイオリニスト
- 1940年 - 伊藤アキラ、作詞家（+ 2021年）
- 1942年 - 増田昌三、政治家、元香川県高松市長
- 1942年 - マーティン・セリグマン、心理学者
- 1943年 - ジェフ・マルダー、ミュージシャン
- 1945年 - ジャン・ヌーヴェル、建築家
- 1946年 - 乗木新一郎、環境学者、水産学者、北海道大学名誉教授
- 1946年 - 縄田洋海、元プロ野球選手
- 1947年 - 鎌野裕、元プロ野球選手
- 1947年 - 塚原千恵子、元体操選手、指導者（+ 2024年）
- 1948年 - 桑原正紀、歌人
- 1948年 - 石渡茂、元プロ野球選手
- 1948年 - 中山孝一、元プロ野球選手
- 1949年 - マーク・ノップラー、ギタリスト、ミュージシャン
- 1949年 - 皆木敏夫、元プロ野球選手
- 1950年 - 姜尚中、政治学者
- 1951年 - 松武秀樹、ミュージシャン
- 1951年 - 髙橋雄一、ジャーナリスト、実業家、元テレビ東京社長
- 1951年 - 水谷久和、実業家
- 1951年 - 神田孝次、政治家、元北海道北見市長
- 1952年 - 笑福亭仁智、落語家
- 1952年 - チェン・カイコー、映画監督
- 1953年 - カルロス・メサ・ヒスベルト、政治家、ボリビア大統領
- 1953年 - 山本雅夫、プロ野球選手（+ 2022年）
- 1954年 - パット・メセニー、ギタリスト
- 1955年 - 安念潤司、法学者
- 1956年 - 東てる美、女優
- 1956年 - 吉田秋生、漫画家
- 1956年 - マリオ・ホーファー、調教師、騎手
- 1957年 - 和田博盛、元プロ野球選手
- 1958年 - 陣内孝則、俳優
- 1958年 - 清元延寿太夫 (7代目)、三味線奏者
- 1958年 - 土井亨、政治家
- 1960年 - 角松敏生、歌手、ギタリスト、音楽プロデューサー
- 1960年 - ローラン・フィニョン、自転車競技選手
- 1961年 - 賀内隆弘、アナウンサー
- 1961年 - 中邨雄二、アナウンサー
- 1962年 - デビット・パブラス、元プロ野球選手
- 1962年 - 中嶋聡彦、俳優、声優、音響監督（+ 2017年）
- 1962年 - 松永成立、元サッカー選手、指導者
- 1963年 - 中野テルヲ、ミュージシャン
- 1963年 - 鈴木みそ、漫画家
- 1963年 - 斉藤学、元プロ野球選手
- 1963年 - 北尾光司、大相撲第60代横綱、元プロレスラー（+ 2019年）
- 1965年 - 須藤まゆみ、歌手
- 1965年 - 青嶋達也、アナウンサー
- 1965年 - バリー・マニュエル、元プロ野球選手
- 1966年 - デビット伊東、タレント、俳優、実業家
- 1967年 - 樫本学ヴ、漫画家
- 1967年 - 嶋方淳子、声優
- 1968年 - 網浜直子、歌手、女優
- 1968年 - 武田久美子、歌手、女優
- 1968年 - 遊佐浩二、声優
- 1969年 - 東幹久、俳優
- 1969年 - 木原稔、政治家
- 1969年 - 柳瀬興志、競艇選手
- 1970年 - 吉岡秀隆、俳優
- 1970年 - 諸星和己、歌手
- 1970年 - J、ベーシスト（LUNA SEA）
- 1970年 - 竹若元博、お笑い芸人（バッファロー吾郎）
- 1970年 - 田中久仁彦、漫画家、イラストレーター
- 1970年 - 三浦文丈、元サッカー選手、指導者
- 1971年 - 岡田誠、俳優、歌手、声優、ナレーター
- 1971年 - 松岡充、ミュージシャン（SOPHIA）
- 1971年 - 古澤琢、アナウンサー
- 1971年 - 西島貴之、元プロ野球選手
- 1971年 - ピート・サンプラス、テニス選手
- 1972年 - 貴乃花光司、大相撲第65代横綱
- 1972年 - 三遊亭天どん、落語家
- 1972年 - 金森隆浩、元プロ野球選手
- 1972年 - 川俣浩明、元プロ野球選手
- 1973年 - 森岡茂、元サッカー選手
- 1974年 - 篠崎隆一、作詞家
- 1974年 - 近野理智男、プロ雀士
- 1975年 - 長谷川豊、元アナウンサー
- 1975年 - 石川美津穂、俳優
- 1975年 - 守田俊介、競艇選手
- 1975年 - 橋本康子、元マラソン選手
- 1975年 - ケイシー・アフレック、俳優
- 1976年 - 加藤陽一、元バレーボール選手
- 1976年 - ルー・フォード、元プロ野球選手
- 1976年 - 井本直樹、元プロ野球選手
- 1977年 - 上原風馬、俳優、タレント
- 1977年 - 大渕愛子、弁護士
- 1977年 - 早剛史、実業家
- 1977年 - 小石澤浄孝、元プロ野球選手
- 1977年 - イバ・マヨリ、テニス選手
- 1977年 - パク・ヨンハ、俳優、歌手（+ 2010年）
- 1978年 - 岩橋良昌、お笑い芸人（元プラス・マイナス）
- 1978年 - 勝見壮史、新聞記者、元サッカー選手
- 1978年 - 中島志保、スノーボーダー
- 1978年 - 垣添徹、元大相撲小結、年寄17第雷
- 1979年 - SATOち、ミュージシャン（元MUCC）
- 1979年 - 渡部紘士、俳優
- 1979年 - 小野智吉、元サッカー選手
- 1979年 - 勝見荘史、元サッカー選手
- 1979年 - D.J.ホールトン、元プロ野球選手
- 1980年 - 一ノ瀬文香、グラビアアイドル
- 1980年 - テツヤ、DJ
- 1980年 - 紺田敏正、元プロ野球選手
- 1980年 - 矢野修平、元プロ野球選手
- 1980年 - 清水由香、元サッカー選手、元陸上競技選手
- 1981年 - 中村慶子、NHKアナウンサー
- 1981年 - 野沢拓也、元サッカー選手
- 1981年 - ジブリル・シセ、元サッカー選手
- 1982年 - 松永天馬、ミュージシャン（アーバンギャルド）
- 1983年 - 阿澄佳奈、声優
- 1983年 - 青山浩二、元プロ野球選手
- 1983年 - 神内靖、元プロ野球選手
- 1983年 - 前田航平、元ラグビー選手
- 1983年 - クラース・ヤン・フンテラール、サッカー選手
- 1984年 - 江口亮輔、元プロ野球選手
- 1985年 - 派谷恵美、タレント
- 1985年 - 杵屋佶久弥、三味線奏者
- 1985年 - 土嶺雄一、バスケットボール選手
- 1985年 - 石川俊介、元プロ野球選手
- 1985年 - ジョナタン・ソラーノ、プロ野球選手
- 1987年 - 飯田隆裕、俳優
- 1987年 - 塚本江里子、ソプラノ歌手
- 1987年 - 神本千佳、元バレーボール選手
- 1987年 - 藤谷周平、元プロ野球選手
- 1988年 - 下舘夏希、シンガーソングライター
- 1988年 - 木下宙、政治家、岐阜県川辺町長
- 1988年 - ステファン・ウェルチ、プロ野球選手
- 1988年 - ヤン・マリーネス、プロ野球選手
- 1989年 - コレコレ、YouTuber
- 1989年 - 大田阿斗里、元プロ野球選手
- 1989年 - 鈴木裕子、元バレーボール選手
- 1989年 - トム・クレヴァリー、元サッカー選手
- 1990年 - 桜のどか、女優、元アイドル（元アリス十番）
- 1990年 - 安田廉平、声優
- 1990年 - 佐野なぎさ、モデル、タレント、元アイドル
- 1990年 - 白砂ゆの、AV女優
- 1990年 - マリオ・バロテッリ、サッカー選手
- 1991年 - 小澤廉、俳優
- 1991年 - 山本千夏、バスケットボール選手
- 1992年 - 森咲智美、タレント、元グラビアアイドル
- 1992年 - 東田直樹、作家、詩人、絵本作家
- 1992年 - カーラ・デルヴィーニュ、ファッションモデル
- 1993年 - 結子、ファッションモデル
- 1993年 - 宮﨑あずさ、NHKアナウンサー
- 1994年 - 柏幸奈、女優、元アイドル（元乃木坂46）
- 1994年 - 神永圭佑、俳優
- 1994年 - 佐藤拓也、野球選手
- 1994年 - 森下麻衣、柔道選手
- 1994年 - 田岡なつみ、サーファー
- 1995年 - 木村仁美、アナウンサー
- 1996年 - 天羽希純、アイドル（元READY TO KISS）
- 1996年 - 金子将太、元プロ野球選手
- 1996年 - チェ・ユジン、アイドル（Kep1er、CLC）
- 1996年 - フリオ・ウリアス、プロ野球選手
- 1997年 - 雪虎慶次、コスプレイヤー
- 1997年 - 植木南央、アイドル（元HKT48）
- 1997年 - 中村葉月、アナウンサー
- 1997年 - 氣田亮真、サッカー選手
- 1997年 - 中村帆高、サッカー選手
- 1997年 - 黒瀬健太、元プロ野球選手
- 1998年 - 井上想良、俳優
- 1999年 - 亀田姫月、ファッションモデル、タレント
- 1999年 - 柴田凌光、ラグビー選手
- 2000年 - 三田萌日香、女優、アイドル（アイオケ）
- 2000年 - 梅木千夏、バスケットボール選手
- 2001年 - 井上広大、プロ野球選手
- 2001年 - 上田希由翔、プロ野球選手
- 2001年 - 吉川ひより、アイドル（超ときめき♡宣伝部）
- 2004年 - 佐藤瑠生亮、俳優
- 2004年 - MIIHI、アイドル（NiziU）
- 2004年 - 広沢愛香、アイドル（ミルクス本物）
- 2005年 - 金成瑠那、サッカー選手
- 2006年 - 宮下結衣、タレント、女優
- 生年不詳 - 三上骨丸、漫画家

## 忌日

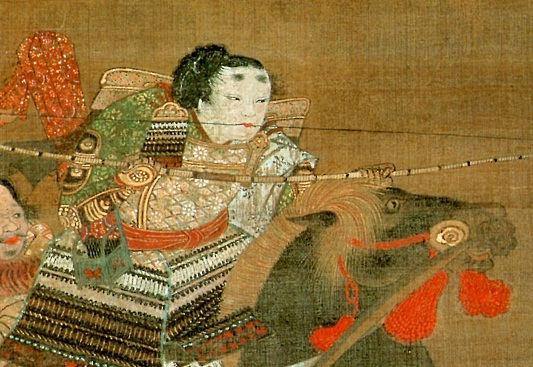
後醍醐天皇の第1皇子、天台座主護良親王(1308-1335)没。中先代の乱で殺害される。

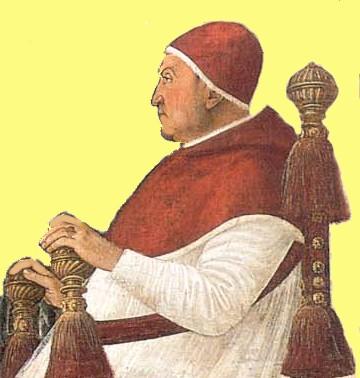
ローマ教皇シクストゥス4世(1414-1484)没。

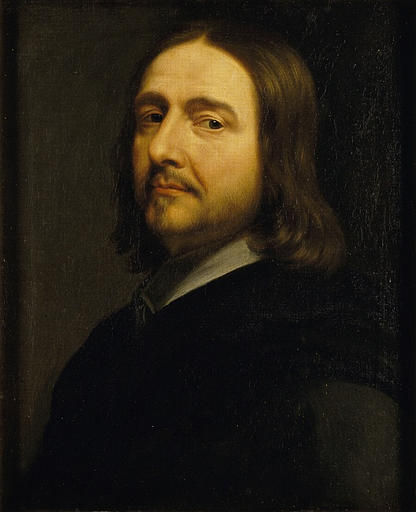
画家フィリップ・ド・シャンパーニュ(1602-1674)没。画像は自画像。

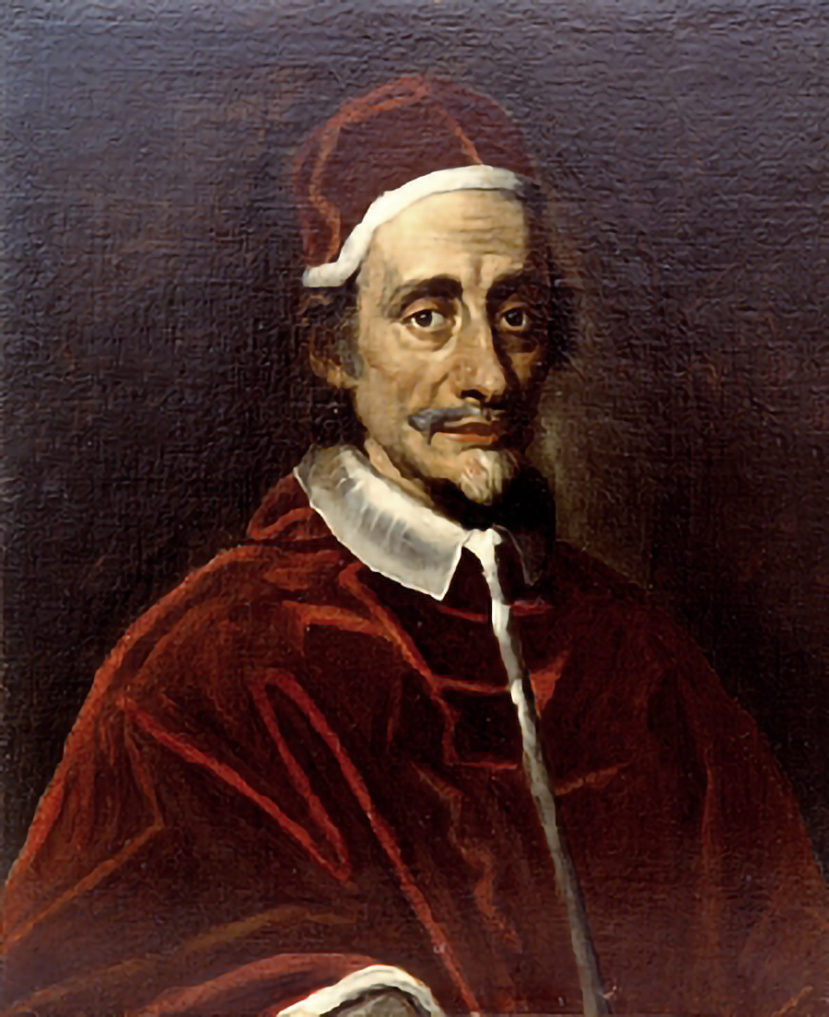
ローマ教皇インノケンティウス11世(1611-1689)没。

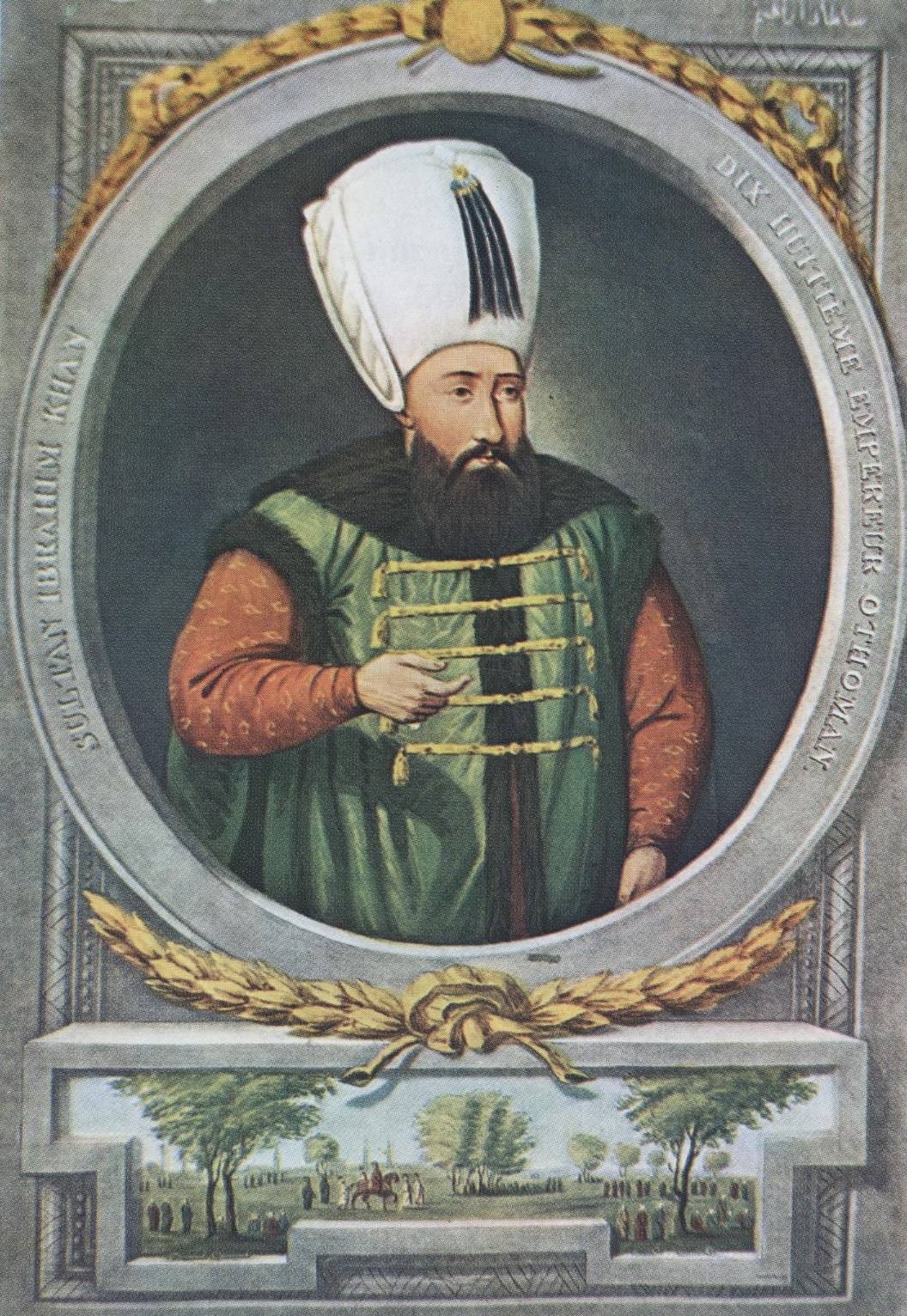
オスマン帝国第18代皇帝、イブラヒム(1615-1648)没。

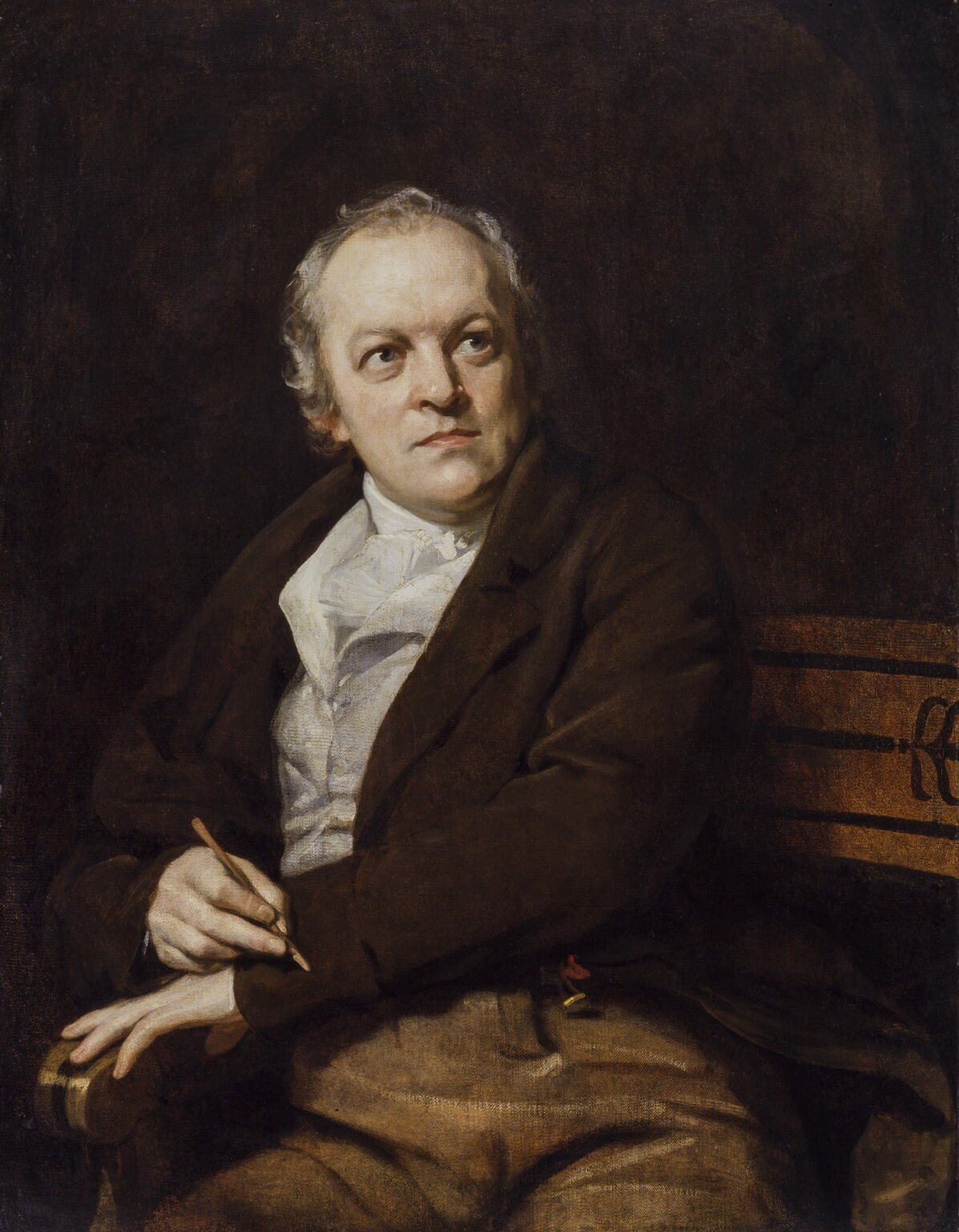
詩人・画家、ウィリアム・ブレイク(1757-1827)没。画像は『日の老いたる者』(1794)。

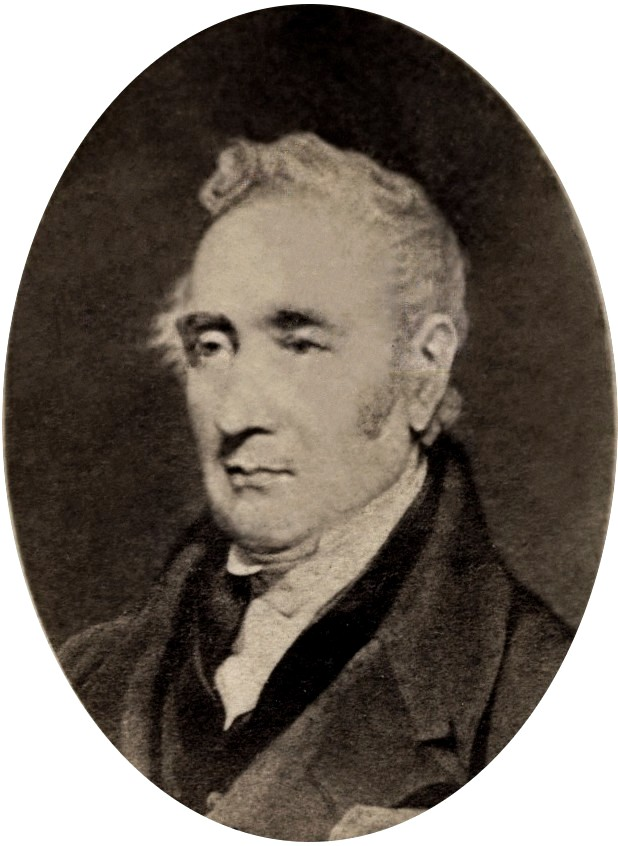
蒸気機関車を実用化した技術者ジョージ・スチーブンソン(1781-1848)没。

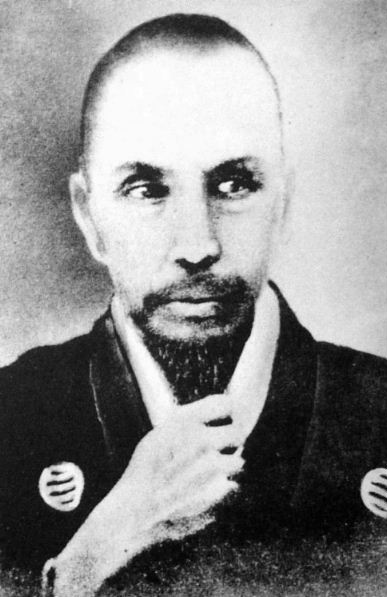
兵学者・思想家佐久間象山(1811-1864)没。

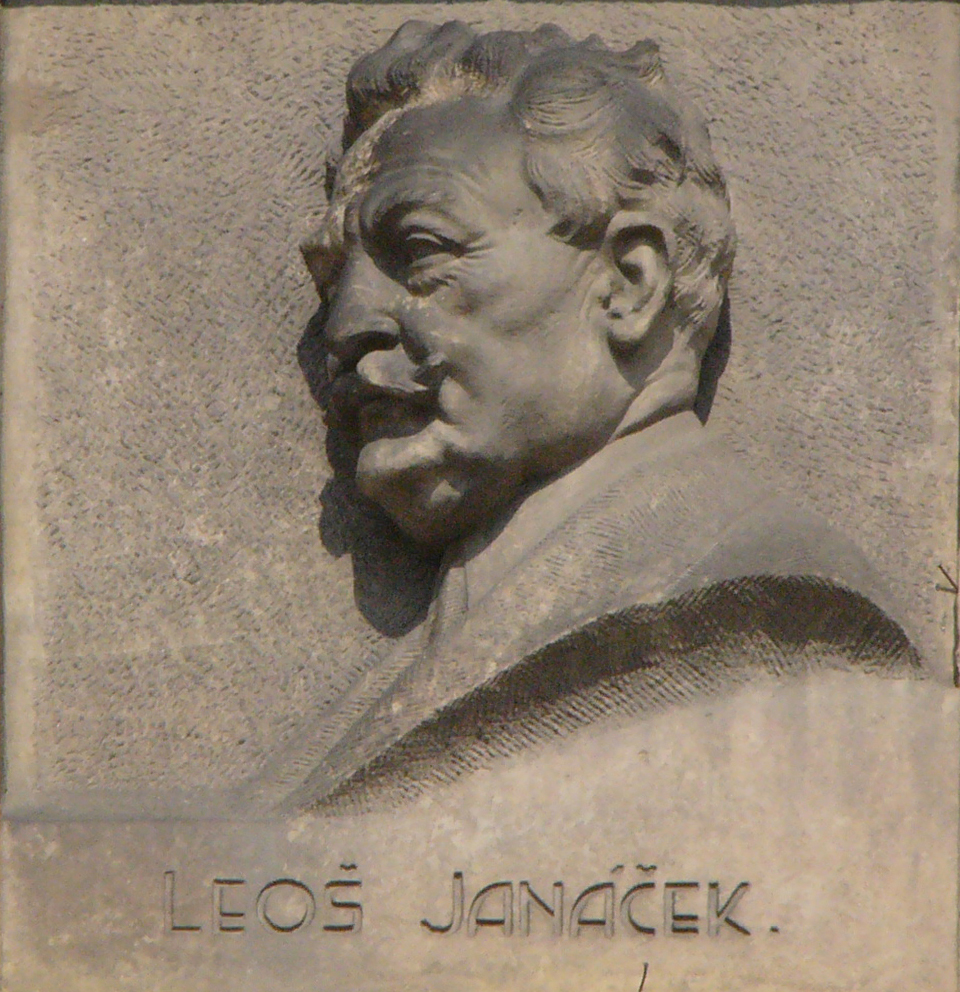
作曲家レオシュ・ヤナーチェク(1854-1928)没。

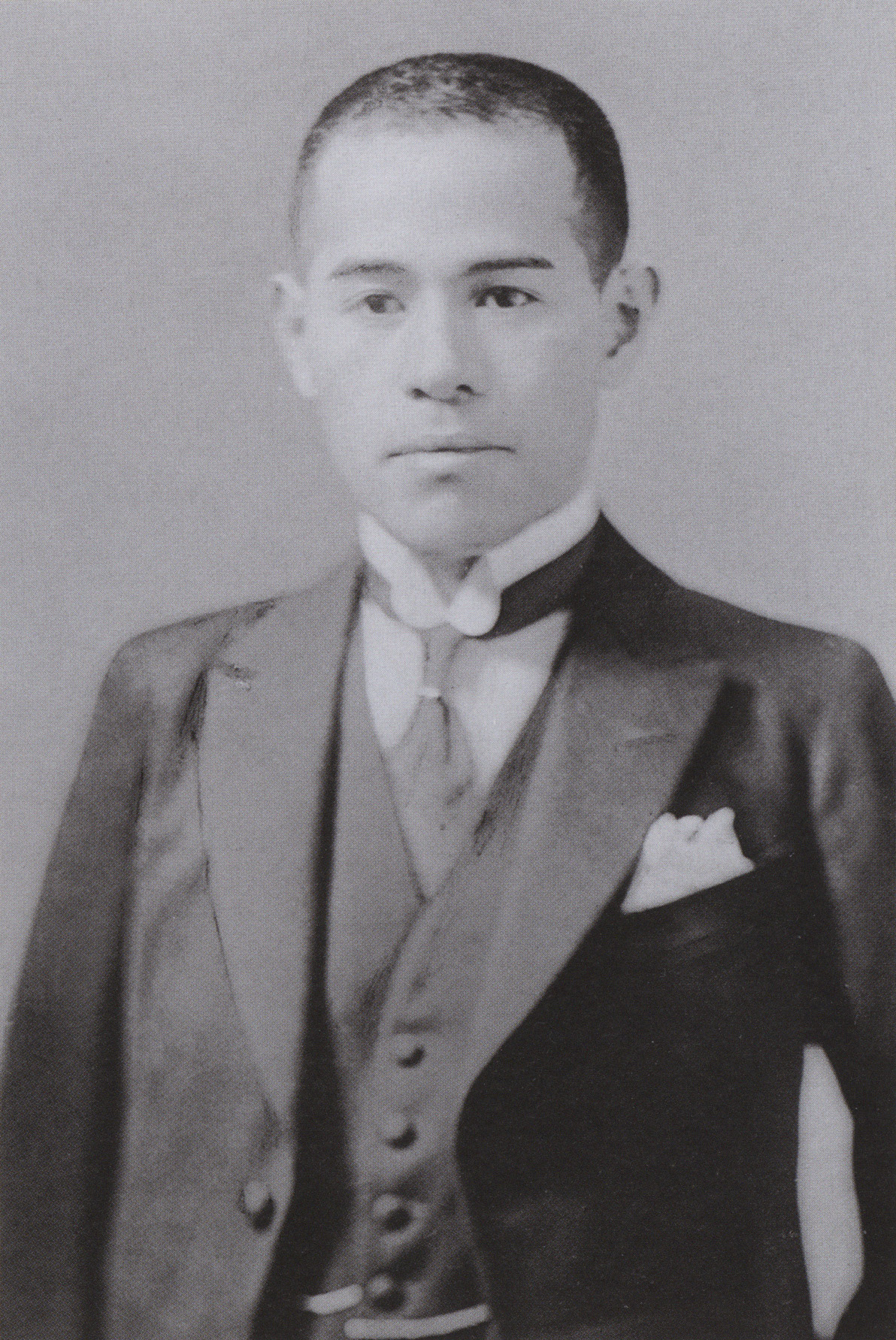
出版人相賀武夫(1897-1938)没。小学館と集英社を創業した。

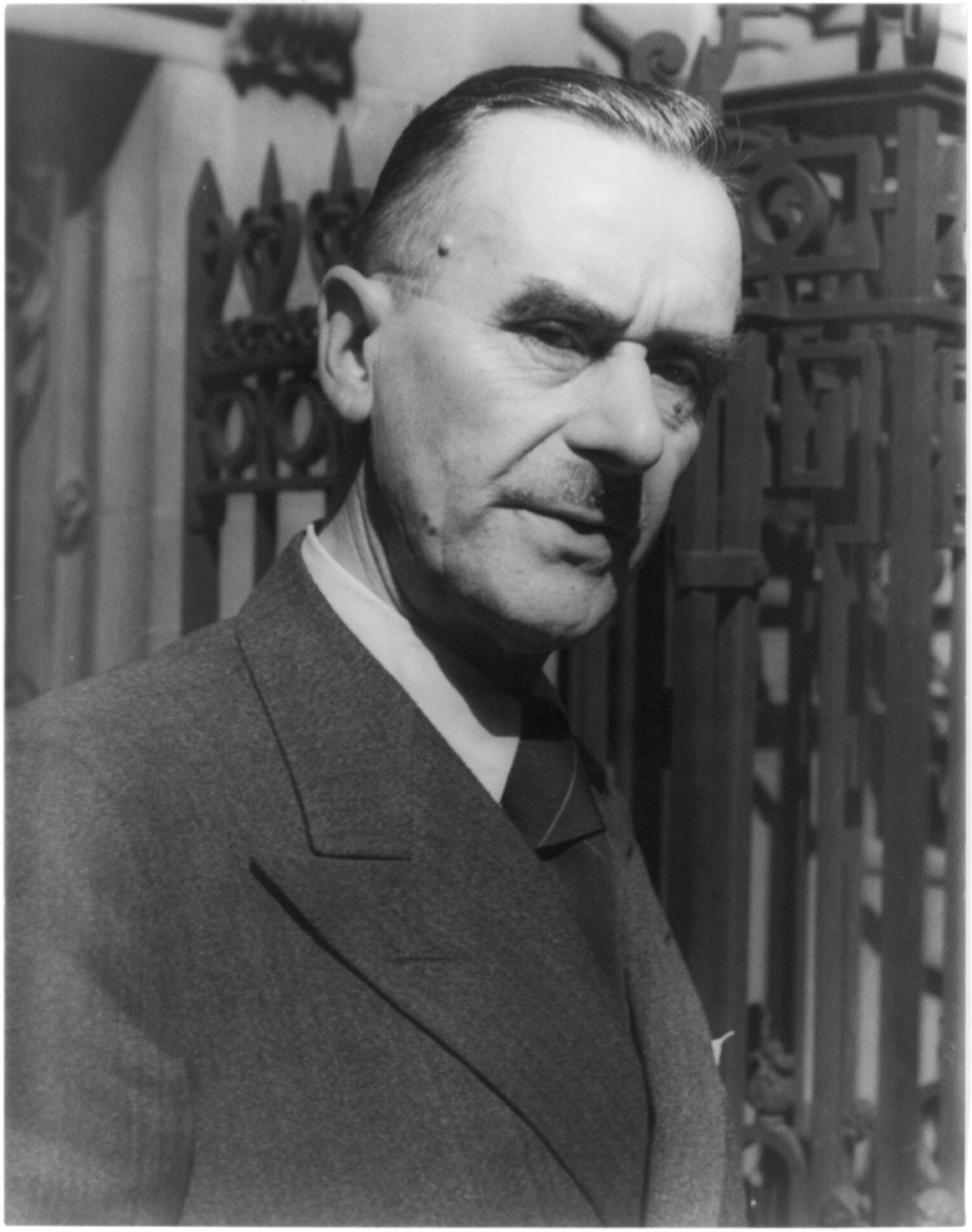
作家トーマス・マン(1875-1955)没。

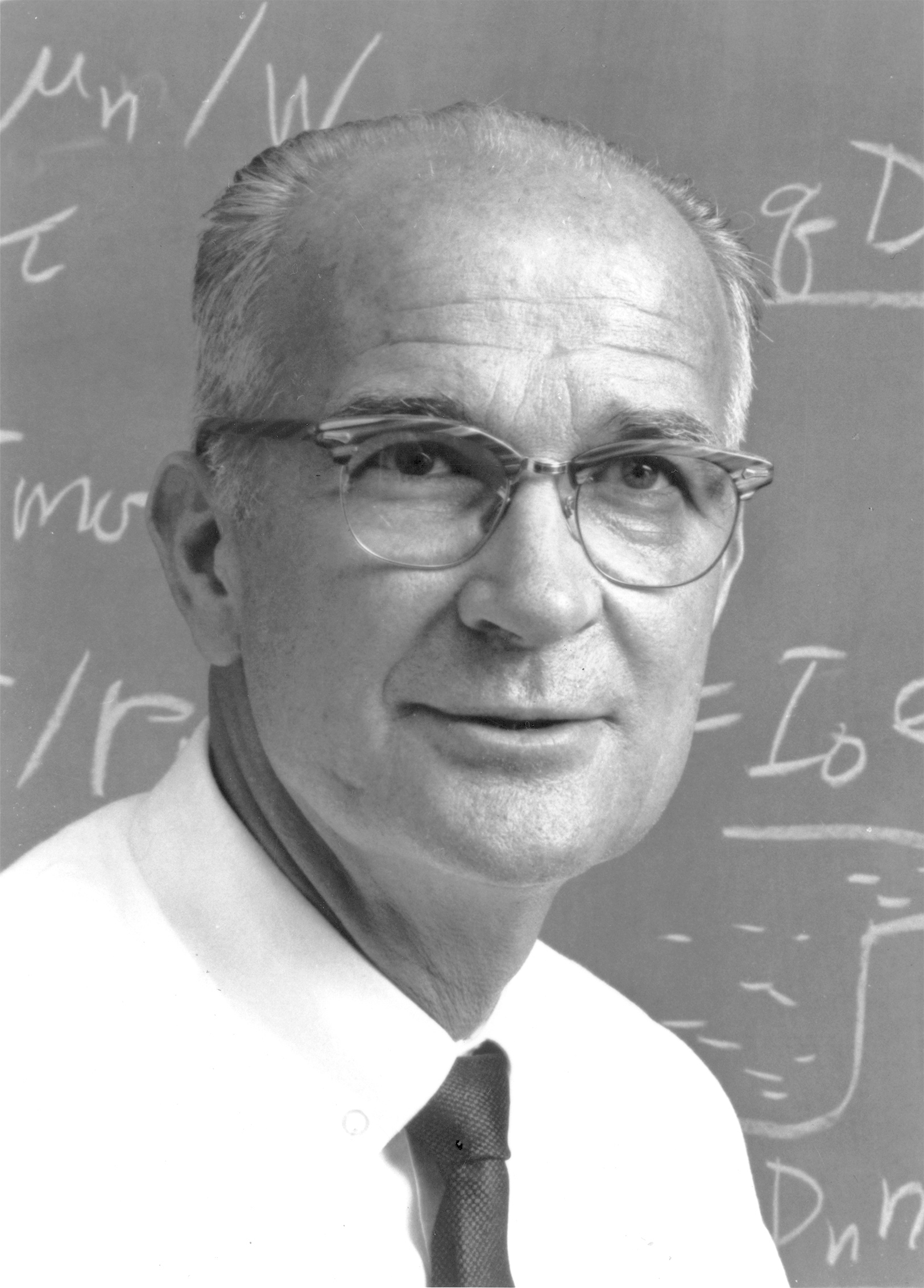
物理学者ウィリアム・ショックレー(1910-1989)没。ジョン・バーディーン、ウォルター・ブラッテンらとトランジスタを発明した。

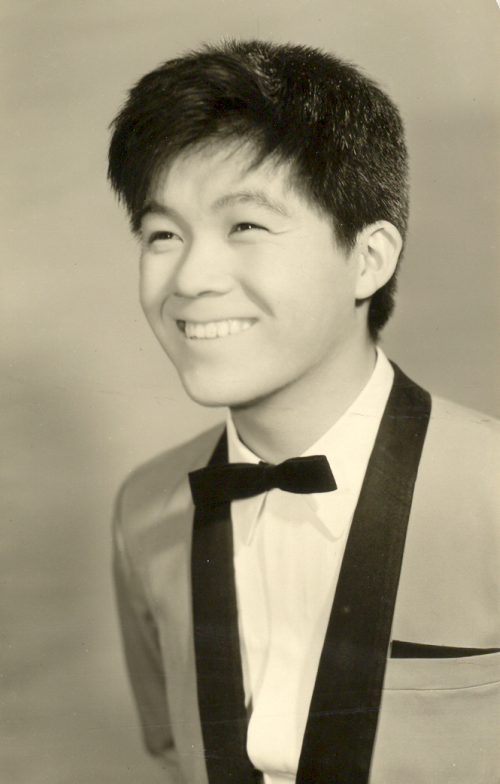
歌手坂本九(1941-1985)航空事故死。上を向いて歩こうなどヒット曲を多数世に送り出した。

- 紀元前30年 - クレオパトラ7世フィロパトル、プトレマイオス朝最後の女王
- 1335年（建武2年7月23日） - 護良親王、後醍醐天皇の皇子、征夷大将軍（* 1308年）
- 1484年 - シクストゥス4世、第212代ローマ教皇（* 1414年）
- 1580年 - ルカ・ロンギ、画家（* 1507年）
- 1588年 - アルフォンソ・フェッラボスコ1世、作曲家（* 1543年）
- 1612年 - ジョヴァンニ・ガブリエーリ、作曲家（* 1554年または1557年?）
- 1633年 - ヤコポ・ペーリ、作曲家（* 1561年）
- 1648年 - イブラヒム、第18代オスマン帝国スルタン（* 1615年）
- 1674年 - フィリップ・ド・シャンパーニュ、画家（* 1602年）
- 1689年 - インノケンティウス11世、第240代ローマ教皇（* 1611年）
- 1695年（康煕34年7月3日） - 黄宗羲、儒学者（* 1610年）
- 1750年 - ラッヘル・ライス、画家（* 1664年）
- 1752年 - アントニオ・コッラディーニ、彫刻家（* 1688年）
- 1763年 - オロフ・フォン・ダーリン（英語版）、貴族、詩人、歴史家（* 1708年）
- 1813年 - サミュエル・オズグッド、第4代アメリカ合衆国郵政長官（* 1748年）
- 1827年 - ウィリアム・ブレイク、版画家、詩人（* 1757年）
- 1837年 - ピエール・ラロミギエール（英語版）、哲学者（* 1756年）
- 1843年 - ジャン＝ピエール・コルトー、彫刻家（* 1787年）
- 1848年 - ジョージ・スチーブンソン、蒸気機関車の発明者（* 1781年）
- 1849年 - アルバート・ギャラティン、民族学者、言語学者、政治家（* 1761年）
- 1857年 - ウィリアム・ダニエル・コニベア、司祭、地質学者、古生物学者（* 1787年）
- 1864年（元治元年7月11日） - 佐久間象山、思想家（* 1811年）
- 1865年 - ウィリアム・ジャクソン・フッカー、植物学者、植物画家（* 1785年）
- 1866年 (慶応2年7月3日) - 丹羽長富、第12代二本松藩主 (* 1803年)
- 1881年 - ウィリアム・ゴス、探検家 (* 1842年)
- 1891年 - ジェイムズ・ラッセル・ローウェル、詩人 (* 1819年)
- 1900年 - ヴィルヘルム・シュタイニッツ、チェス選手（* 1836年）
- 1900年 - ジェームズ・エドワード・キーラー、天文学者（* 1857年）
- 1901年 - アドルフ・エリク・ノルデンショルド、探検家（* 1832年）
- 1904年 - ウィリアム・レンショー、テニス選手（* 1861年）
- 1911年 - ジュール・ブリュネ、軍人（* 1838年）
- 1918年 - アンナ・ヘルド（英語版）、女優（* 1872年）
- 1922年 - アーサー・グリフィス、アイルランドの民族主義運動家（* 1871年）
- 1928年 - レオシュ・ヤナーチェク、作曲家（* 1854年）
- 1934年 - エド・アンドリュース、プロ野球選手（* 1859年）
- 1935年 - 永田鉄山、日本陸軍の中将（* 1884年）
- 1938年 - 相賀武夫、出版人、小学館・集英社創業者（* 1897年）
- 1944年 - ジョセフ・P・ケネディ・ジュニア、ジョン・F・ケネディの兄、米海軍パイロット（* 1915年）
- 1955年 - トーマス・マン、小説家（* 1875年）
- 1955年 - ジェームズ・サムナー、化学者（* 1887年）
- 1959年 - ラファエル・レムキン（英語版）、弁護士、用語ジェノサイドの作成者（* 1900年）
- 1964年 - イアン・フレミング、小説家（* 1908年）
- 1970年 - 西條八十、詩人（* 1892年）
- 1970年 - グレン・ハートランフト（英語版）、陸上競技（砲丸投げ、円盤投げ）選手（* 1901年）
- 1970年 - 清月輝、女優（* 1947年）
- 1973年 - ウォルター・ルドルフ・ヘス、生理学者（* 1881年）
- 1974年 - 松岡辰郎、実業家、9代目東宝社長（* 1904年）
- 1975年 - 前野与三吉、政治家、元北海道旭川市長（* 1889年）
- 1975年 - ヴェルナー・リットベルガー、フィギュアスケート選手（* 1891年）
- 1977年 - 小林節太郎、実業家、元富士写真フイルム社長、元富士ゼロックス社長（* 1899年）
- 1977年 - 蒲生礼一、イスラム学者、東京外国語大学名誉教授（* 1901年）
- 1979年 - エルンスト・ボリス・チェーン、生化学者（* 1906年）
- 1980年 - 立原正秋、小説家（* 1926年）
- 1981年 - 井上春成[20]、工業化学者、新技術開発事業団理事長（* 1893年）
- 1982年 - ヘンリー・フォンダ、俳優（* 1905年）
- 1982年 - サルバドル・サンチェス、プロボクサー（* 1959年）
- 1984年 - 黒崎義介、童画家（* 1905年）
- 1985年 - 津村秀夫、映画評論家（* 1907年）
- 1985年 - 中埜肇、阪神タイガース球団社長（* 1922年）
- 1985年 - 石田一雄、阪神電気鉄道常務取締役（* 1925年）
- 1985年 - 塚原仲晃、脳神経学者（* 1933年）
- 1985年 - 竹下元章、プロ野球選手（* 1937年）
- 1985年 - 浦上郁夫、ハウス食品社長（* 1937年）
- 1985年 - 坂本九、歌手（* 1941年）
- 1985年 - 辻昌憲、自転車競技選手（* 1946年）
- 1985年 - 北原遥子、女優、元宝塚歌劇団（* 1961年）
- 1986年 - 岡田京子、女優（* 1958年）
- 1987年 - 増本量、金属物理学者（* 1895年）
- 1987年 - 飯田新一、実業家、元髙島屋社長（* 1913年）
- 1988年 - ジャン・ミッシェル・バスキア、画家（* 1960年）
- 1989年 - ウィリアム・ショックレー、物理学者、ノーベル物理学賞受賞者（* 1910年）
- 1991年 - 原百代、作家、翻訳家（* 1912年）
- 1991年 - 常見茂、プロ野球選手（* 1922年）
- 1992年 - ジョン・ケージ、作曲家（* 1912年）
- 1992年 - 中上健次、小説家、詩人、評論家（* 1946年）
- 1993年 - 板垣武四、政治家、第7代札幌市長（* 1916年）
- 1994年 - 山口恒則、実業家、元四国電力社長（* 1908年）
- 1994年 - 宮五郎、歌手 (* 1936年)
- 1995年 - 古泉榮治、実業家、元亀田製菓創業者（* 1915年）
- 1996年 - ヴィクトル・アンバルツミャン、天文学者 （* 1908年）
- 1998年 - 小平久雄、政治家、第24代労働大臣（* 1910年）
- 1998年 - 河村弘二、俳優、声優（* 1913年）
- 2000年 - ロレッタ・ヤング、女優（* 1913年）
- 2000年 - 高木盛久、陸軍少尉、日本テレビ放送網最高顧問（* 1918年）
- 2000年 - 秋山登、元プロ野球選手、監督（* 1934年）
- 2001年 - ピエール・クロソウスキー、小説家、画家、思想家、翻訳者（* 1905年）
- 2001年 - 山崎六哉、実業家、元シチズン時計社長（* 1916年）
- 2002年 - イーノス・スローター、プロ野球選手（* 1916年）
- 2003年 - 善川三朗、宗教家（* 1921年）
- 2004年 - 皇晃之[21]、教育学者、東北大学名誉教授（* 1908年）
- 2004年 - ゴッドフリー・ハウンズフィールド、電子技術者、コンピュータ断層撮影開発者（* 1919年）
- 2005年 - 吉野俊彦、元日本銀行理事、山一證券経済研究所理事長（* 1915年）
- 2005年 - 石川吉右衛門、法学者、東京大学名誉教授（* 1919年）
- 2005年 - 石井輝男、映画監督（* 1924年）
- 2006年 - 高馬一郎[22]、実業家、元グンゼ社長（* 1909年）
- 2006年 - 井上雪彦、山口放送アナウンサー（* 1946年）
- 2007年 - ラルフ・アルファー、物理学者（* 1921年）
- 2007年 - マーヴ・グリフィン、テレビ司会者（* 1925年）
- 2007年 - 坪島孝、映画監督（* 1928年）
- 2008年 - ジョージ・ジック（英語版）、野球選手（* 1915年）
- 2008年 - レスター・ホーガン、物理学者（* 1920年）
- 2008年 - 伊藤白潮、俳人（* 1926年）
- 2008年 - ドナルド・アーブ（英語版）、作曲家（* 1927年）
- 2008年 - フランシス・ラカッサン（英語版）、ジャーナリスト、編集者、作家、脚本家、エッセイスト（* 1931年）
- 2008年 - ジェリー・フィン（英語版）、音楽プロデューサー、ミックスエンジニア（* 1969年）
- 2008年 - 朝野久美、シッティングバレーボール選手（* 1987年）
- 2009年 - レス・ポール、ギタリスト、ミュージシャン（* 1915年）
- 2009年 - カール・フォン・ヘス（英語版）、プロレスラー（* 1919年）
- 2009年 - 山城新伍、俳優、司会者（* 1938年）
- 2010年 - ギド・デマルコ（英語版）、政治家、第6代マルタ共和国大統領（* 1931年）
- 2010年 - アンドレ・キム、ファッションデザイナー（* 1935年）
- 2010年 - 河野裕子、歌人（* 1946年）
- 2010年 - 影山日出夫、NHK解説委員（* 1953年）
- 2011年 - 南洞邦夫、元スピードスケート選手（* 1916年）
- 2012年 - 芦田行雄、郷土史家（* 1925年）
- 2012年 - マイケル・ドークス、プロボクサー（* 1958年）
- 2013年 - ハンス＝エッケハルト・ボプ、軍人、空軍パイロット（* 1917年）
- 2013年 - 佐藤正義[23]、実業家、元十條製紙取締役（* 1921年または1922年）
- 2013年 - 井沢慶一[24]、実業家、元中部日本放送常務（* 1924年）
- 2013年 - 内藤繁春、騎手、調教師（* 1931年）
- 2013年 - 渡辺恂三、洋画家（* 1934年）
- 2013年 - 渡辺乾介[25]、政治ジャーナリスト（* 1943年）
- 2013年 - ヨハン・フリーゾ・ファン・オラニエ＝ナッサウ、貴族（* 1968年）
- 2014年 - ローレン・バコール、女優（* 1924年）
- 2014年 - 山岸八郎、実業家、フジッコ創業者、社長（* 1930年）
- 2014年 - 高木陽子[26]、実業家、日本女子テニス連盟副会長（* 1941年）
- 2014年 - 金剛正裕、大相撲力士、年寄10代二所ノ関（* 1948年）
- 2014年 - 双津竜順一、大相撲力士、年寄15代時津風（* 1950年）
- 2015年 - 多賀信之[27]、実業家、元日本甜菜製糖社長（* 1931年または1932年）
- 2015年 - 綱島滋[28]、磁気工学者、名古屋大学名誉教授（* 1945年）
- 2016年 - 清水勝[29]、実業家、元河出書房新社社長（* 1924年または1925年）
- 2016年 - 山口嘉夫、物理学者、東京大学名誉教授（* 1926年）
- 2016年 - 井形昭弘、医学者、元名古屋学芸大学長、鹿児島大学名誉教授（* 1928年）
- 2016年 - 高見清司[30]、実業家、元フレックスアコレ会長（* 1932年または1933年）
- 2016年 - 武邦彦、元騎手、調教師（* 1938年）
- 2016年 - 小松幹生、劇作家（* 1941年）
- 2017年 - 河盛純造[31]、テニス選手（* 1941年）
- 2017年 - 池田章子[32]、実業家、ブルドックソース会長（* 1944年）
- 2017年 - 北島智子、官僚、厚生労働省関東信越厚生局長（* 1960年）
- 2017年 - 山崎善久、教育者、学校法人駿河台大学理事長（* 1967年）
- 2018年 - 苧阪良二、心理学者、京都大学名誉教授、名古屋大学名誉教授（* 1918年）
- 2018年 - サミール・アミン、経済学者、国際連合大学第三世界フォーラム部会長（* 1931年）
- 2018年 - マイケル・スコット・ローハン（英語版）、SF作家（* 1951年）
- 2019年 - フランク・ツァオ（英語版）、実業家（* 1925年）
- 2019年 - 盧永根（英語版）、農学者、植物遺伝学者、慈善家、元華南農業大学学長（* 1930年）
- 2019年 - 勝井三雄、グラフィックデザイナー（+ 1931年）
- 2019年 - ホセ・ルイス・ブラウン、サッカー選手、指導者（* 1956年）
- 2019年 - DJ Arafat、ミュージシャン（* 1986年）
- 2020年 - クルチャール・ジェルジ、元陸上競技選手、1964年東京五輪銀メダリスト（* 1934年）
- 2020年 - 砂原幸雄、実業家、元TBS社長（* 1937年）
- 2020年 - ハワード・マッド（英語版）、元アメリカンフットボール選手、指導者（* 1942年）
- 2020年 - ヨゼフ・ブルヴァ、ピアニスト（* 1943年）
- 2021年 - エミリオ・フロレス・マルケス、スーパーセンテナリアン（* 1908年）
- 2021年 - 宮良ルリ[33]、元教職員、元ひめゆり学徒隊員、元ひめゆり平和祈念資料館館長（* 1926年）
- 2021年 - クルト・ビーデンコップ（英語版）、政治家、元ザクセン州首相（* 1930年）
- 2021年 - ロンネル・ブライト、ジャズピアニスト（* 1930年）
- 2021年 - カール＝フリードリッヒ・ハース、元陸上競技選手、1952年ヘルシンキ五輪銅メダリスト（* 1931年）
- 2021年 - ドン・デヌーチ、プロレスラー（* 1932年）
- 2021年 - イガエル・トゥマルキン（英語版）、画家、彫刻家（* 1933年）
- 2021年 - タルチシオ・メイラ（英語版）、俳優（* 1935年）
- 2021年 - 小川眞、農学者、環境生態学者（* 1937年）
- 2021年 - ユーナ・スタッブス、女優（* 1937年）
- 2021年 - 今村純二、実業家、元北海道日本ハムファイターズ会長、社長（* 1938年）
- 2021年 - 小平裕、映画監督（* 1938年）
- 2021年 - サトウ・ユウ[34]、漫画家（* 1959年）
- 2022年 - 高野英一[35]、実業家、タカノフーズ会長（* 1939年または1940年）
- 2022年 - ウォルフガング・ペーターゼン、映画監督（* 1941年）
- 2022年 - アンシュー・ジェイン、実業家、ドイツ銀行前共同最高経営責任者(CO-CEO)（* 1963年）
- 2022年 - アン・ヘッシュ、女優（* 1969年）
- 2023年 - ベリット・リンドホルム（英語版）、ソプラノ歌手（* 1934年）
- 2023年 - 松旭斎すみえ、奇術師、元日本奇術協会会長（* 1938年）
- 2024年 - 清家豊雄、実業家、元平和紙業社長（* 1924年）
- 2024年 - 児玉謙次、俳優（* 1932年）
- 2024年 - 松岡正剛、実業家、編集者、著述家（* 1944年）
- 2025年 - 牧泰昌、ラジオパーソナリティ（* 1953年）

## 記念日・年中行事

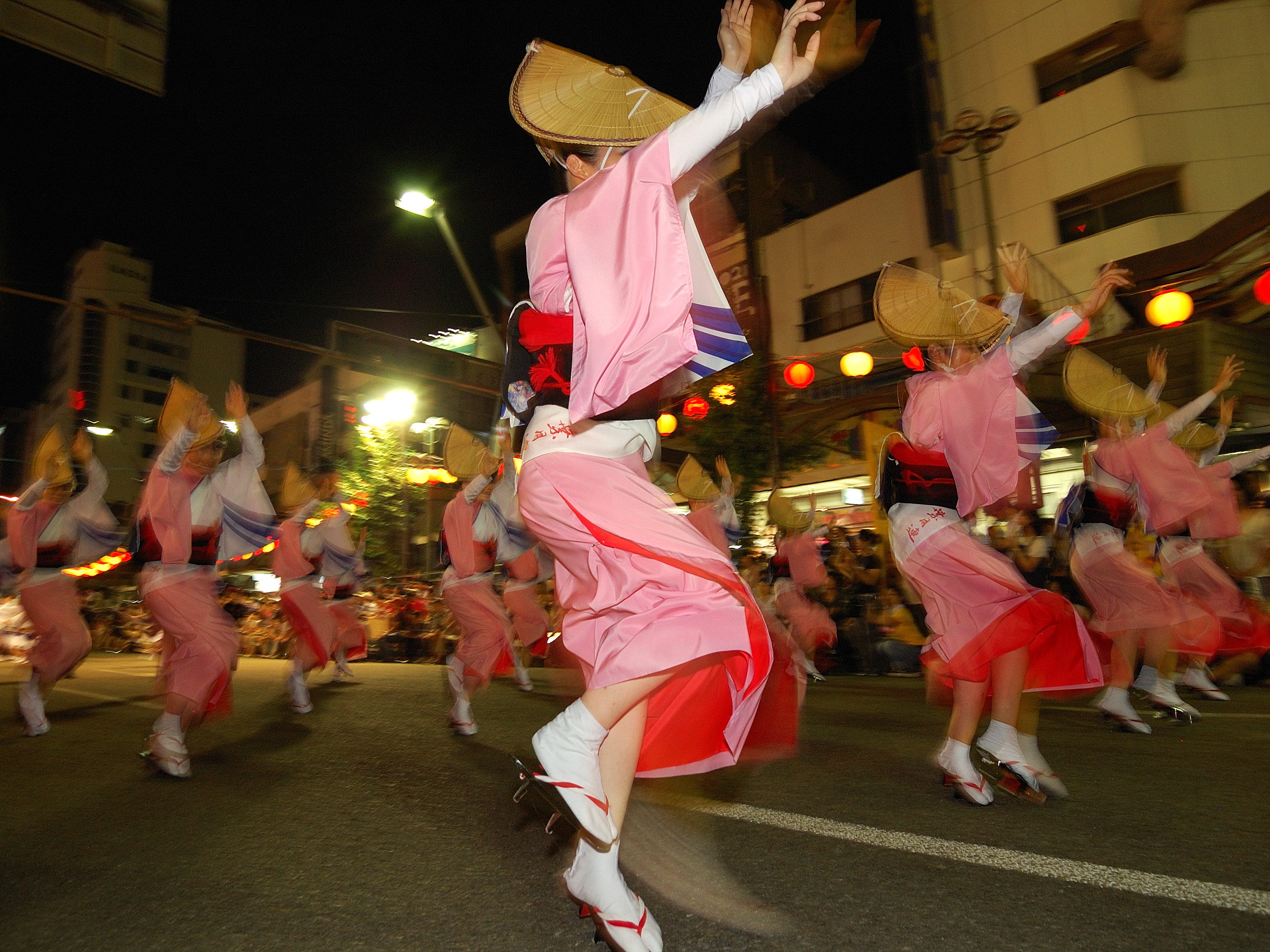
徳島市の阿波踊り

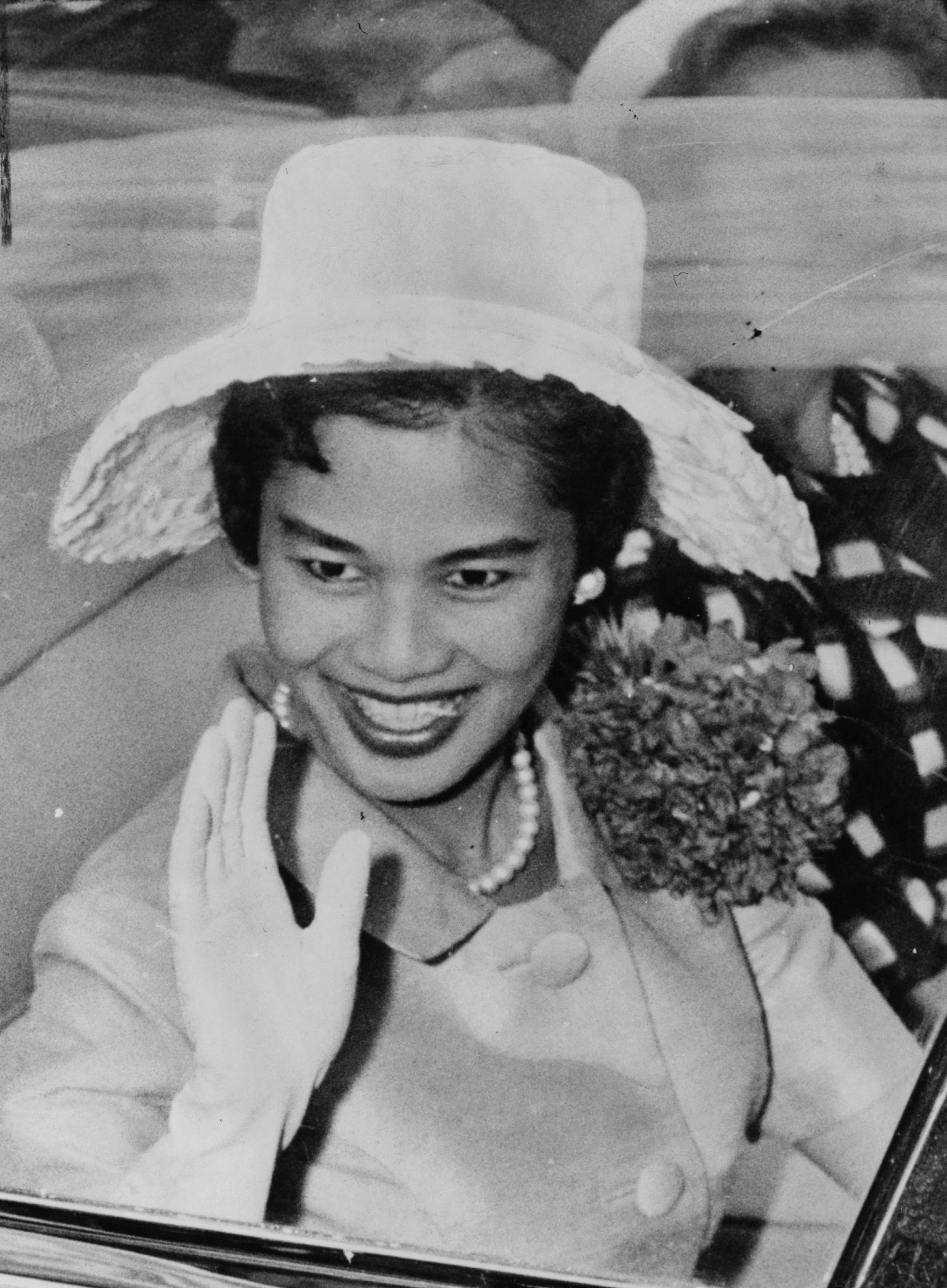
タイ王妃、シリキット誕生(1932-)。タイの祝日

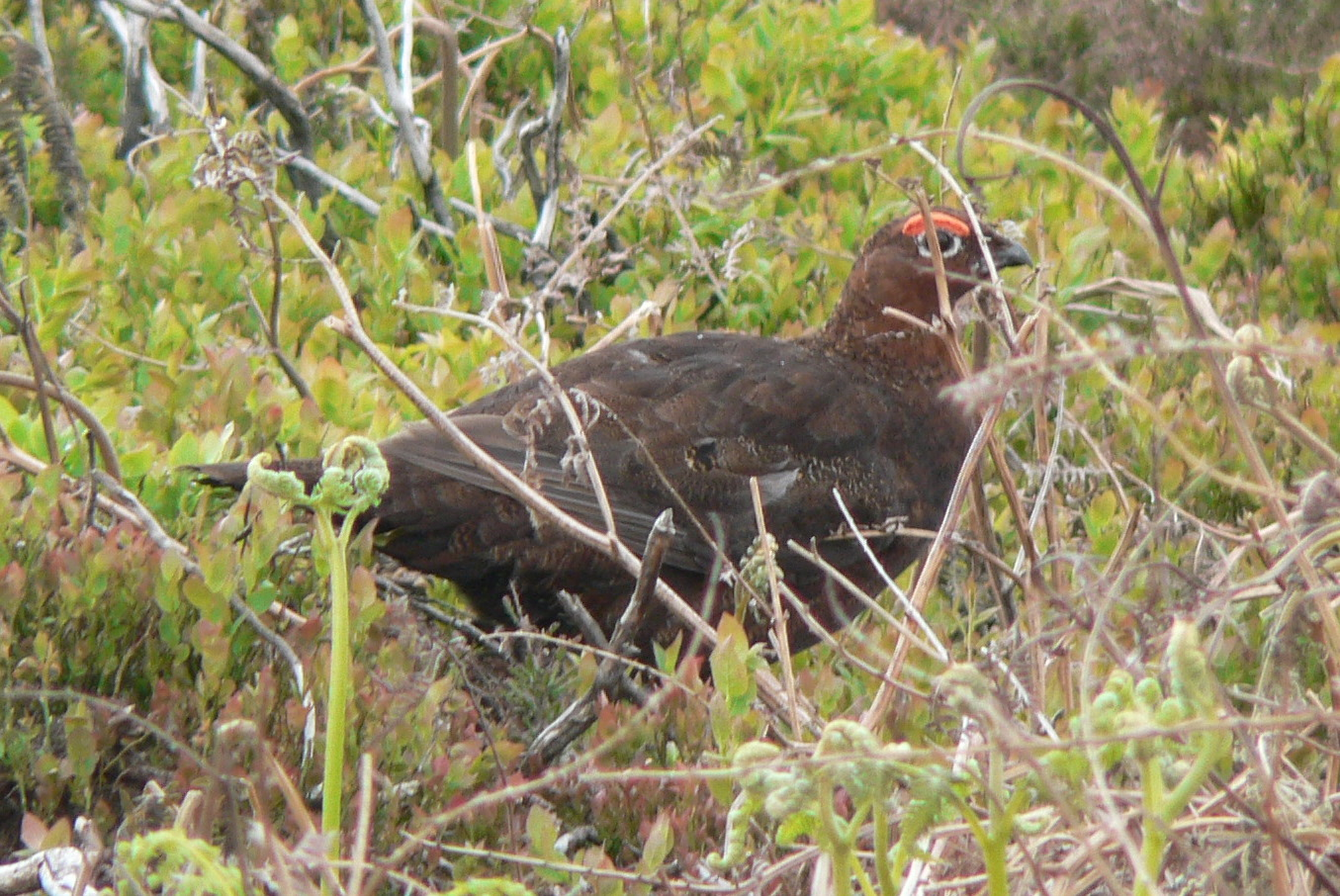
アカライチョウ

- 国際青少年デー（ 世界）
1999年の国連総会で決定した国際デー。1999年のこの日に、リスボンで世界青少年担当閣僚会議が閉幕したことを記念。
- シリキット王妃の誕生日、母の日（ タイ）
1932年同日のシリキット王妃の誕生を祝う祝日。
- グロリアス・トウェルフス（英語版）（ イギリス）
アカライチョウ（英語版）の狩猟解禁日。イギリスの狩猟シーズンの幕開け。
- 真ん中っ子の日（Middle Child Day）
- アルプスの少女ハイジの日（ハイジの日）（ 日本）
ハイジの著作権などの管理を手がける株式会社サンクリエートが2010年に制定。日付は「ハ(8)イ(1)ジ(2)」の語呂合わせから[36]。
- ハイチュウの日（ 日本）
ハイチュウの製造元である森永製菓株式会社が、夏休みなどでの需要期をよりいっそう盛り上げようと2004年に制定。日付は8と12でハイチュウと読む語呂合わせから[37]。
- 航空安全の日・茜雲忌（ 日本）
1985年のこの日に起き、520人の犠牲者を出した日本航空123便墜落事故にちなむ[38]。遺族らがつくる「8・12連絡会」が編集したメッセージ集のタイトルから「茜雲忌」とも呼ばれる。
- 太平洋横断記念日（ 日本）
1962年のこの日、堀江謙一が小型ヨット「マーメイド号」で太平洋単独横断に成功し、サンフランシスコに到着した。
- 君が代記念日（ 日本）
1893年のこの日、文部省が訓令「小学校儀式唱歌用歌詞並楽譜」を布告し、小学校の祝日大祭日の唱歌に「君が代」など8曲が定められたことを記念。
- 配布の日（ 日本）
ポスティングやサンプリング（街頭での広告の配布）を行う企業の団体・有限責任事業組合日本広告配布事業組合（JADA）が制定。配布の役割をアピールし、業界の活性化を図るのが目的[39]。日付は、「は(8)い(1)ふ(2)」の語呂合わせから。
- 徳島市阿波踊りの初日（ 日本 徳島市、15日まで）
阿波踊りは、三味線や太鼓が奏でるリズムに合わせて、独特の動きで踊る世界屈指の盆踊り大会で、400年の歴史を持つ。起源として、戦国時代の末期から阿波を治めた三好一族の興亡記「三好記」に、天正6年に領主が城下において庶民の風流踊りを見物したという記録が残る[40]。